# مسائل هلبرت

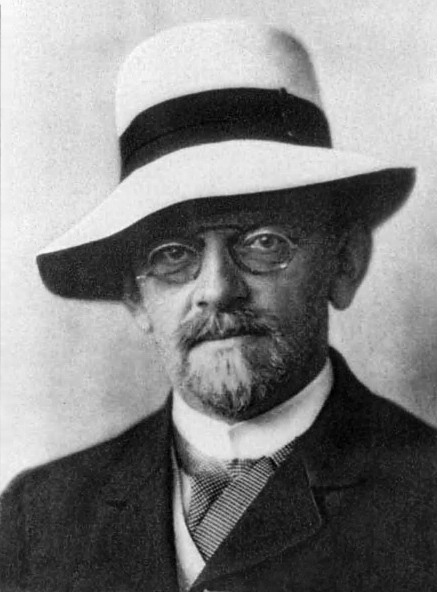
ديفيد هيلبرت في بدايات القرن العشرين.

مسائلُ هِلبِرت قائمةٌ من ثلاث وعشرين مسألةً في الرياضيات مستعصية الحل. طرحها الرياضياتي الألماني ديفيد هِلبرت في المؤتمر الدولي للرياضيات في باريس عام 1900 وقد قال هيلبرت أن هذه المسائل ستحدد شكل الرياضيات في المئة سنة المقبلة، لأن لها صلات وجذور بفروع متعددة في الرياضيات، بحيث أن السعي لحلها سيولد نظريات ونتائج جديدة.
يصنف جل الرياضيين الألماني ديفيد هيلبرت (1862 - 1943) في المرتبة الأولى بين رياضيي القرن العشرين. فبدل إلقاء محاضرة عام 1900 فضل هيلبرت أن يطرح أمام 250 رياضيا مشاركا في المؤتمر الدولي للرياضيات قائمة من المسائل المعقدة تضم 23 مسألة رياضية من شأنها أن تنمي البحث في مختلف جوانب الرياضيات. فمنذ ذلك التاريخ والرياضيون منشغلون بحل تلك المسائل، وقد أدى ذلك إلى بروز فروع رياضية جديدة. ويرى المتمعنون في تطور رياضيات القرن العشرين أن تلك المسائل أحدثت ثورة عارمة في هذا العلم طيلة هذا القرن وأعطته دفعة قوية ترتب عنها إنتاج غزير في جميع الاختصاصات الرياضية.

## مسألة هيلبرت الرابعة والعشرين
مسألة هيلبرت الرابعة والعشرين هي مشكلة رياضية لم تنشر كجزء من قائمة ال23 مسألة المعروفة بمسائل هيلبرت ولكن ضُمِّنَت في ملاحظات ديفيد هيلبرت الأصلية. تطالب المشكلة بمعيار البساطة في البراهين الرياضية وتطوير نظرية الإثبات مع القدرة على إثبات أن دليل معين هو أبسط طريقة ممكنة.
أُكْتُشِفَت المسألة الرابعة والعشرين من قبل المؤرخ الألماني روديجر ثييل في عام 2000، مشيرًا إلى أن هيلبرت لم يتضمن المسألة الرابعة والعشرين في المحاضرة التي عرضت مسائل هيلبرت أو أي نصوص منشورة. كان أصدقاء هيلبرت وزملاؤه الرياضيين أدولف هورويتز وهيرمان مينكوسكي منخرطين بشكل وثيق في المشروع ولكن لم تكن لديهم أي معرفة بهذه المسألة.

## قائمة المسائل
| رقم المسألة      | وصف المسألة | الحل | تم حل المسألة عام |
| ---------------- | --- | --- | ----------------- |
| الأولى           | فرضية الاستمرارية التي وضعها جورج كانتور وتنص على "لا يوجد مجموعة عدد عناصرها الأصلية محددة بشكل صارم بين الأعداد الصحيحة والأعداد الحقيقية". | ثبت أن من المستحيل إثبات أو دحض نظرية زيرميلو-فرانكل مع أو بدون بديهية الاختيار (بشرط أن تكون نظرية زيرميلو-فرانكل ثابتة، أي أنها لا تحتوي على تناقض). لا يوجد توافق في الآراء حول ما إذا كان هذا هو الحل للمشكلة. | 1940 - 1963       |
| الثانية          | حول اتساق البديهيات الحسابية. | لا يوجد توافق في الآراء حول ما إذا كانت نتائج غودل وجنتزن تعطي حلاً للمشكلة كما ذكر هيلبرت. تُظهِر نظرية غودل الثانية مبرهنة عدم الاكتمال، التي أثبتت في عام 1931، أنه لا يوجد دليل على تناسق يمكن إجراؤه داخل الحساب نفسه. برهن جنتزن في عام 1936 على أن اتساق الحساب ينبع من حسن ترتيبه. | 1931 - 1936       |
| الثالثة          | بالنظر حول متعدد الأسطح متساوييين في الحجم، هل من الممكن دائمًا قطع الأول إلى قطع عديدة متعددة الوجوه يمكن إعادة تجميعها لإعطاء الثاني؟        | الجواب لا. المجيب: ماكس دين؛ وهو أحد تلاميذ هيلبرت. | 1900              |
| الرابعة          | إنشاء جميع المقاييس في الفضاء المتري حيث تكون الخطوط جيوديسية؟                                                                                | وفقا لغراي، تم حل معظم المشاكل. لم يتم تعريف البعض بشكل كامل، ولكن تم إحراز تقدم كافٍ لاعتبارها "محلولة"؛ يسرد غراي المشكلة الرابعة على أنها غامضة جدًا بحيث لا يمكن تحديد ما إذا كان قد تم حلها. | –                 |
| الخامسة          | هل المجموعات المستمرة مجموعات تفاضلية تلقائيًا؟                                                                                                | حل من قبل أندرو غليسون، اعتمدا على كيفية تفسير العبارة الأصلية. ومع ذلك، إذا كان يُفهم على أنه مكافئ لتخمين هيلبرت-سميث، فإنه لا يزال دون حل. | 1953              |
| السادسة          | هل يمكن جعل الفيزياء تبنى على مسلمات رياضياتية؟                                                                                               | تم حلها جزئيًا بناءً على كيفية تفسير العبارة الأصلية. على وجه الخصوص، في شرح إضافي، اقترح هيلبرت مشكلتين محددتين: (1) المعالجة البديهية للاحتمالات مع نظريات حدية لأساس الفيزياء الإحصائية و(2) النظرية الصارمة للحد من العمليات التي تقود من وجهة النظر الذروية إلى قوانين الحركة. وقد تم الآن قبول فرضيات الاحتمال لكولموجوروف (1933) كمعيار قياسي. هناك بعض النجاح على الطريق من وجهة النظر الذروية لقوانين الحركة المستمرة. | 1933 - 2002       |
| السابعة          | هل a b عدد متسام حيث a عدد جبري يختلف عن الصفر وعن الواحد وb غير جذري؟                                                                        | حلّت المسألة عام 1934 من قبل ألكسندر غيلفوند، ثم أكمل الحل ثيودور شنايدر وآلان باكر الحاصل على ميدالية فيلدز عام 1970. والجواب هو نعم. | 1934              |
| الثامنة          | البرهان على فرضية برنارد ريمان. | لم تحل بعد. | –                 |
| التاسعة          | العثور على القانون الأكثر عمومية من نظرية التقابل التربيعي في حقل الأعداد الجبرية.                                                            | حلّت المسألة جزئياً ولم يُبت تمامً في الحل؛ المجيب: إميل أرتين وتيجي تاكاجي. | –                 |
| العاشرة          | هل توجد خوارزمية لحل المعادلات الديوفانتية؟                                                                                                   | الجواب لا؛ المجيب: جوليا روبنسن ومارتن ديفس ويوري ماتياسيفيتش، أي أنه لا توجد هكذا نظرية. | 1970              |
| الحادية عشر      | حول حل الأشكال التربيعية بمعاملات جبرية. | حلّت المسألة جزئياً؛ المجيب: كارل سيغل. | –                 |
| الثانية عشر      | تعميم مبرهنة كرونكر-فيبر نسبة إلى ليوبلد كرونكر وهاينريش مارتين فيبر.                                                                         | لم تحل بعد. | –                 |
| الثالثة عشر      | تتعلق بحل معادلات متعددات الحدود من الدرجة السابعة باستعمال الدوال المتصلة ذات متغيرين اثنين.                                                 | حُلَّت المسألة جزئياً من طرف فلاديمير أرنولد اعتمادا على أعمال أندريه كولموغوروف. | 1957              |
| الرابعة عشر      | حول مسألة تتعلق بقضية وجود جملة مولّدات. | الجواب لا؛ صُمِّمَ نموذج مضاد بواسطة ناغاتا. | 1959              |
| الخامسة عشر      | أسس صارمة لحساب التفاضل والتكامل التي أسسها هيرمان شوبرت.                                                                                     | حلت المسألة جزئيا. | –                 |
| السادسة عشر      | وصف المواقف النسبية للبلورات البيضاوية التي تنشأ من منحنى جبري حقيقي ودورات حدودية لحقل شعاعي متجه متعدد الحدود على المستوى.                  | لم تحل بعد، حتى بالنسبة للمنحنيات الجبرية للدرجة الثامنة. | –                 |
| السابعة عشر      | التعبير عن اقترانات كسرية غير سالبة كناتج قسمة لمجموع المربعات.                                                                               | النتيجة: نعم، حُلَّت من قبل إمل أرتين. علاوة على ذلك، وُضِّع حد أعلى لعدد المصطلحات المربعة اللازمة. | 1927              |
| الثامنة عشر      | (1) هل هناك متعدد السطوح يقبل فقط التغطية بالفسيفساء غير متساوي القياس في ثلاثة أبعاد؟ (2) ما هو أضخم مجال لتعبئة الكرات؟                     | (1)النتيجة: نعم (بواسطة كارل راينهاردت). (2) يعتقد على نطاق واسع أن تُحَل، عن طريق دليل بمساعدة الكمبيوتر (بواسطة توماس كوليستير هيلز). النتيجة: أعلى كثافة تتحقق عن طريق الحزم المغلقة، كل منها بكثافة 74٪ تقريبًا، مثل التعبئة القريبة المكدسة للوجه والتعبئة سداسية الأضلاع. | (1) 1928 (2) 1998 |
| التاسعة عشر      | هل حلول المشاكل العادية في حساب المتغيرات دائما بالضرورة تحليلية؟                                                                             | الجواب نعم. المجيب: سيرغي بيرنشتين وبشكل مستقل وباستخدام طرق مختلفة بواسطة جون ناش. | 1957              |
| العشرون          | حول المشاكل في حساب المتغيرات وشروط حلها في مسألة القيمة الحدية.                                                                              | موضوع هام من البحوث طوال القرن العشرين، وبلغت ذروتها في حلول للحالة غير الخطية. | –                 |
| الواحدة والعشرون | دليل على وجود معادلات تفاضلية خطية لها مجموعة أحادية الصفة.                                                                                   | حل جزئي. النتيجة: نعم أو لا مفتوح اعتمادًا على صيغ أكثر دقة للمشكلة. | 1957              |
| الثانية والعشرون | توحيد العلاقات التحليلية عن طريق وظائف ذاتية الأوجه.                                                                                          | حُلَّت بواسطة هنري بوانكاريه وبول كويبي. | 1907              |
| الثالثة والعشرون | حول تطوير طريقة عامة لحل مسائل حساب التغيرات في التفاضل والتكامل.                                                                             | غامضة للغاية ليتم حلها أو لا. | –                 |

## وصلات خارجية
- مسائل هيلبرت على موسوعة الرياضيات (بالإنجليزية)